# 水馬 (路障)

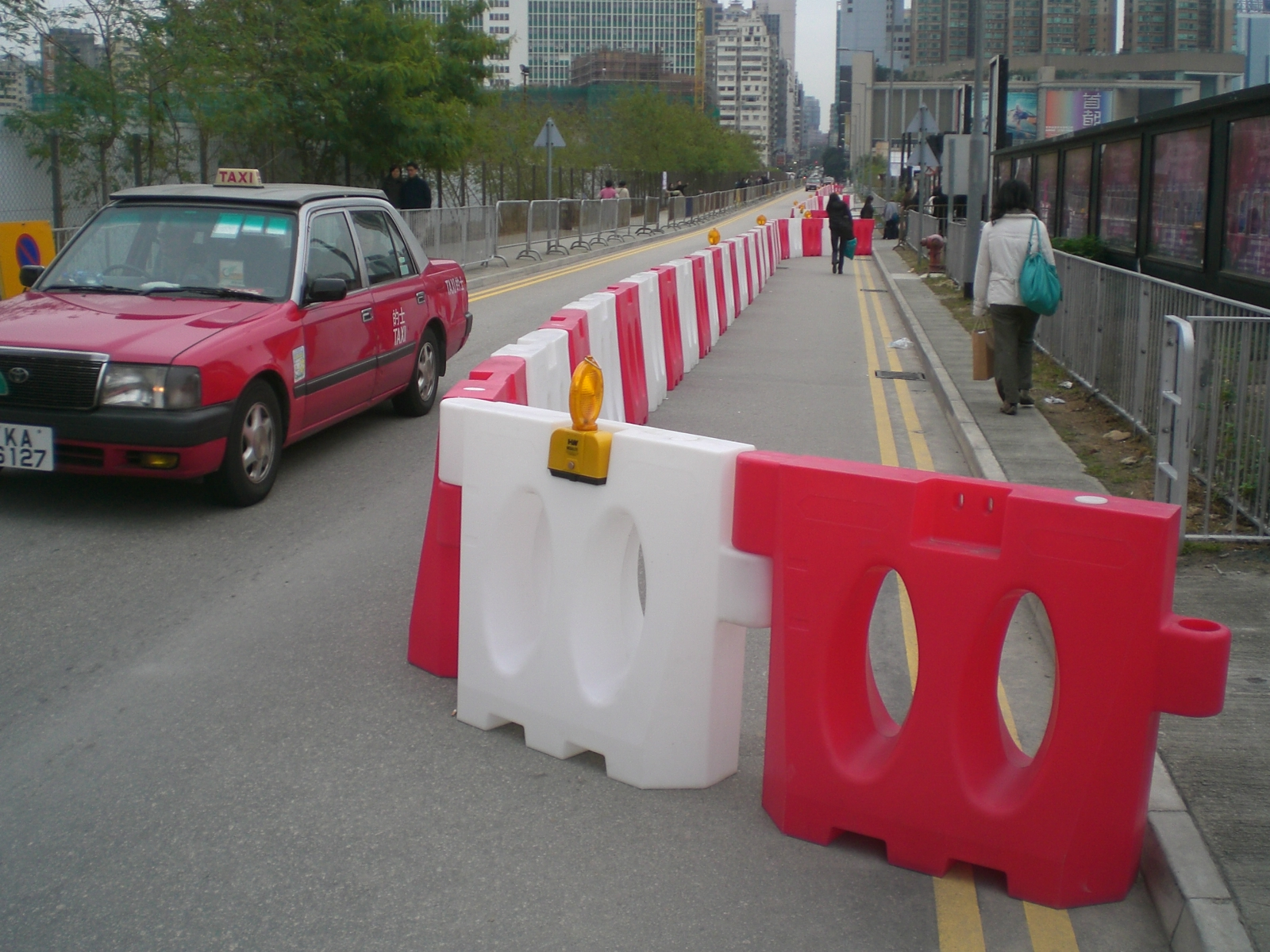
香港柯士甸道西用交通路障水馬劃出的行人路，攝於2008年1月27日

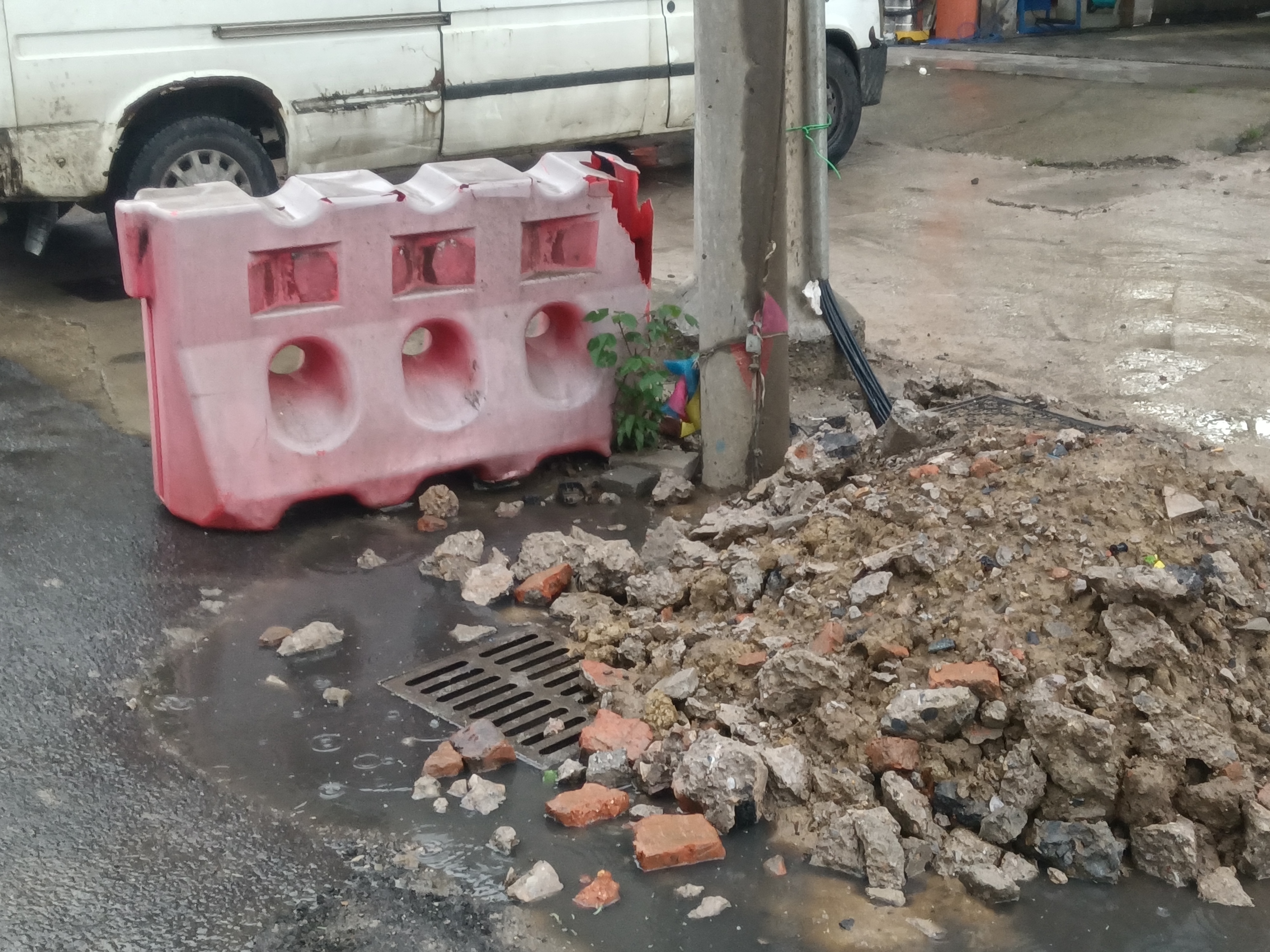
破损的水马

水馬（英語：water safety barriers、 或 ），或稱灌水式活動隔（護）欄，多以鮮色及厚塑料製造，內裡注水後能變成不易搬動的護欄。水馬一般是用來進行臨時人群管制、控制車輛流量，預防騷亂及暴動的衝擊，或於道路工程或臨時便道上用來分隔或引導車流。
由於用完後可以放走水份，故有方便移動和設置的特點。相對而言，同樣是護欄的鐵馬由於笨重而搬運設置困難，而且亦容易被當成武器使用。
然而由於護欄本質上是一個塑膠束水器具，一經刺破和排水就會喪失應有作用。而損壞或者沒有蓋好的水馬亦會滋生蚊蟲，因此必須注意維修保養。

## 相關
- 拒马
- 人群控制路障，俗称“鐵馬”
- 聚乙烯
- 紐澤西護欄

## 外部參考
- 路障水馬由聚乙烯製造 （页面存档备份，存于）